# Sportivo Dock Sud
Club Sportivo Dock Sud ist ein argentinischer Fußballverein aus Dock Sud im Partido Avellaneda. Der Verein wurde am 1. September 1916 gegründet und wurde 1933 argentinischer Meister. Er wird auch als El Docke oder Los Inundados bezeichnet.  

## Geschichte
1914 wurde der Klub San Martín de Juniors gegründet, aus dem der Club Atlético Dock Sud hervorging. Nach der Auflösung dieses Klubs wurde er nur kurze Zeit später neugegründet und sollte den Arbeitern des Volkes dienen. Das Gründungsdatum war der 1. September 1916 und die ersten Vereinsfarben waren blau und himmelblau, später wurden sie in gold und blau geändert.
1917 trat der Sportivo Dock Sud der Asociación Argentina de Football bei und spielte in der zweiten Division. 1920 gelang der Aufstieg in die Intermedia, und 1922 erreichte Dock Sud die erste Liga nach zwei Siegen gegen Liniers. In den folgenden Jahren erlebte der Verein mehrere Auf- und Abstiege, darunter 1932 die Rückkehr in die erste Liga und 1933 die Meisterschaft in der Primera División der AFA. Einige der Spieler schafften es in den Kader der argentinischen Nationalmannschaft für die Fußball-Weltmeisterschaft 1934.
Nach diversen sportlichen Höhen und Tiefen, einschließlich Abstiegen in die Dritte und Vierte Liga, feierte Sportivo Dock Sud im November 2021 den Aufstieg in die Primera B Metropolitana nach 22 Jahren. In der Apertura 2023 zeigte das Team eine starke Leistung und kämpfte bis zum Schluss um den Titel, lag am Ende jedoch zwei Punkte hinter San Miguel.

## Stadion
Sportivo Dock Sud trägt seine Heimspiele im Estadio de Los Inmigrantes, das eine Kapazität von 9500 Zuschauern hat, aus. Das Stadion wurde 1926 erbaut.

## Erfolge
- Argentinischer Meister: 1933
- Primera B Metropolitana: 1932
- División Intermedia: 1921
- Primera C Metropolitana: 2021

## Rivalitäten
Sportivo Dock Sud hat eine intensive Rivalität mit dem CA San Telmo, die als eines der bedeutendsten Derbys in der Region gilt. San Telmo wurde in Buenos Aires gegründet, trägt seine Heimspiele aber im nahe gelenen Dock Sud aus. Spiele zwischen diesen beiden Vereinen ziehen oft große Zuschauerzahlen an und sind von einer besonderen Atmosphäre geprägt.